# Elena-Luminița Cosma
Elena-Luminița Cosma, née Radu, est une joueuse d'échecs roumaine née le 22 janvier 1972.
Au 1er mars 2025, elle est la deuxième joueuse roumaine avec un classement Elo de 2 227 points.

## Biographie et carrière

### Championnats du monde de la jeunesse
Elena-Luminița Cosma remporta quatre médailles lors des championnats du monde de la jeunesse :
- médaille d'argent en 1988 (catégorie moins de 16 ans) ;
- médaille d'argent en 1989 (moins de 18 ans) ;
- médaille d'or en 1990 (moins de 18 ans) ;
- médaille d'argent en 1992 (moins de 20 ans, vice-championne du monde junior).

### Championne de Roumanie
Grand maître international féminin depuis 1994, Elena-Luminița Cosma a remporté cinq fois le championnat de Roumanie (en 1991, 1992, 2010, 2016 et 2025).
Elle participa au tournoi interzonal féminin de  Chișinău en 1995 et marqua 5 points sur 13.

### Compétitions par équipe
Elena-Luminița Cosma a représenté la Roumanie lors de onze olympiades féminines : de 1990 à 2000, puis sans interruption depuis 2008, remportant la médaille d'argent individuelle au deuxième échiquier lors de l'Olympiade d'échecs de 1998,.
Lors des championnats d'Europe par équipe, elle a remporté :
- deux médailles d'or individuelles en 1999 (elle jouait au deuxième échiquier) ;
- une médaille d'argent par équipe (en 1997) ;
- une médaille de bronze par équipe (en 1999)[5].